# Mindaro
Mindaro (in greco antico: Μίνδαρος?, Mìndaros, in latino Mindărus; Sparta, V secolo a.C. – Cizico, 410 a.C.) è stato un ammiraglio spartano, comandante della flotta spartana dal 411 al 410 a.C. durante la guerra del Peloponneso.
Abile nello spostare il teatro della guerra nell'Ellesponto, subì poi varie sconfitte; nella terza e ultima fu ucciso anche lui, mentre tutta la flotta peloponnesiaca fu catturata o distrutta.

## Biografia

### Ricollocazione e prime battaglie
Mindaro comandò per la prima volta la flotta spartana a Mileto, dove il satrapo Tissaferne aveva promesso agli Spartani che sarebbero state raggiunti da una numerosa flotta fenicia sotto il suo comando.  Dopo vari mesi di attesa, Mindaro capì che questa flotta non sarebbe arrivata, e prese la decisione strategica di mandare la sua flotta nell'Ellesponto, dove il satrapo Farnabazo aveva promesso un aiuto maggiore di quello che stava ricevendo da Tissaferne.
Mindaro uscì da Mileto con 73 navi; una tempesta lo spinse contro Chio, ma lui vi rimase solo pochi giorni;  navigando velocemente per evitare la flotta ateniese che era stata mandata da Samo per fermarlo, continuò a portare la sua flotta tra Lesbo e la terraferma, e poi nell'Ellesponto, dove spazzò via una piccola flotta ateniese; in seguito si recò alla base spartana di Abido, dove si unì alle poche navi alleate della regione.  Grazie alla sua mossa strategica, Mindaro aveva piazzato la sua flotta in una posizione in cui impediva ad Atene di rifornirsi di grano e aveva forzato la flotta ateniese a scontrarsi con lui sul terreno da lui scelto.
Da questo punto in poi, però, Mindaro ebbe solo sfortuna. Cinque giorni dopo il suo arrivo ad Abido, gli Ateniesi navigarono nelle strette acque dell'Ellesponto per sfidare la sua flotta, numericamente superiore. In questa battaglia, la vittoria peloponnesiaca all'inizio apparve a portata di mano, visto che la sinistra ateniese era stata tagliata fuori e il centro spinto il promontorio di Cinossema; purtroppo per gli Spartani, la maggiore esperienza marittima dei capitani e dei marinai ateniesi cambiò le sorti della battaglia, costringendo la flotta di Mindaro a fuggire ad Abido con delle perdite.
Mindaro chiese che gli venissero mandate dei rinforzi ad Abido, ma fu sconfitto una seconda volta quando un piccolo gruppo di navi, che stava navigando per raggiungerlo, fu intrappolato dalla flotta ateniese; Mindaro accorse per tentare di salvarle ma, dopo una battaglia molto combattuta, l'arrivo di Alcibiade coi rinforzi ateniesi trasformò la battaglia in una disfatta spartana: i Peloponnesiaci, costretti a fuggire nuovamente alla loro base di Abido, ebbero ancora gravi perdite nella fuga.

### Battaglia di Cizico e morte
Nei vari mesi successivi, Mindaro, col supporto finanziario di Farnabazo, ricostruì la sua flotta fino al numero di 80 triremi, raggiunto nella primavera del 410 a.C.  Navigando verso est, in direzione di Cizico, assediò la città col sostegno dell'esercito di Farnabazo e la prese con un assalto.  Gli Ateniesi lo inseguirono e, nelle acque davanti a Cizico, lo chiusero in una trappola fatale: mentre Trasibulo e Teramene aspettarono, nascosti, con 66 triremi, Alcibiade ne prese venti e si mostrò davanti a Cizico.  Mindaro abboccò all'esca, uscendo coll'intera flotta per inseguirlo; quando, però, fu sufficientemente lontano dalla costa, le forze ateniesi nascoste vennero allo scoperto per tagliargli la ritirata. Circondato, Mindaro guidò le sue navi in un combattimento disperato davanti alla spiaggia che si trovava a sud-est della città, l'unica direzione libera.
Sbarcando con le navi di Alcibiade alle calcagna, gli uomini di Mindaro e le truppe di Farnabazo giunte in suo aiuto combatterono per impedire agli Ateniesi di spingere le loro navi verso il mare. Inizialmente gli Ateniesi furono respinti, ma Trasibulo e Teramene, portando da dietro i loro contingenti e le truppe terrestri ateniesi, alla fine riuscirono a scacciare i Persiani. Imperterrito, Mindaro divise le sue forze per fronteggiare la minaccia che ora lo circondava da entrambi i lati ma, quando lui cadde in combattimento, la resistenza peloponnesiaca cessò: tutte le navi della flotta furono distrutte o catturate.
A causa di questa clamorosa sconfitta, il nome di Mindaro divenne immortale in uno dei più famosi esempi di brevità laconica: un dispaccio dei sopravvissuti spartani, intercettato dagli Ateniesi,  recitava: "Le navi sono perse. Mindaro è morto. Gli uomini stanno morendo. Non sappiamo cosa fare."